# MTV Europe Music Award al miglior artista canadese
L'MTV Europe Music Award al miglior artista canadese (MTV Europe Music Award for Best Canadian Act) è uno dei premi degli MTV Europe Music Awards, che viene assegnato dal 2013.

## Vincitori e candidati

### Anni 2010
| Anno | Vincitori      | Ricevente                                                        | Note  |
| ---- | -------------- | ---------------------------------------------------------------- | ----- |
| 2013 | Justin Bieber  | - Deadmau5 - Drake - Tegan and Sara - The Weeknd                 | [ 1 ] |
| 2014 | Justin Bieber  | - Arcade Fire - Drake - Kiesza - Avril Lavigne                   | [ 2 ] |
| 2015 | Justin Bieber  | - The Weeknd - Carly Rae Jepsen - Drake - Shawn Mendes           | [ 3 ] |
| 2016 | Shawn Mendes   | - Alessia Cara - Drake - Justin Bieber - The Weeknd              | [ 4 ] |
| 2017 | Shawn Mendes   | - Alessia Cara - Drake - Justin Bieber - The Weeknd              | [ 5 ] |
| 2018 | Shawn Mendes   | - Alessia Cara - Arcade Fire - Drake - The Weeknd                | [ 6 ] |
| 2019 | Johnny Orlando | - Shawn Mendes - Avril Lavigne - Carly Rae Jepsen - Alessia Cara | [ 7 ] |

### Anni 2020
| Anno | Vincitori      | Ricevente                                                  | Note  |
| ---- | -------------- | ---------------------------------------------------------- | ----- |
| 2020 | Johnny Orlando | - Alessia Cara - The Weeknd - Justin Bieber - Jessie Reyez | [ 8 ] |
| 2021 | Johnny Orlando | - Justin Bieber - Shawn Mendes - Tate McRae - The Weeknd   |       |
| 2023 | Johnny Orlando | - Avril Lavigne - Drake - Tate McRae - The Weeknd          |       |
| 2024 | Shawn Mendes   | - AR Paisley - Kaytranada - Nelly Furtado - Tate McRae     |       |